# Alexandra Navrotsky
Alexandra Navrotsky (n. Nueva York, 20 de junio de 1943) es una fisicoquímica del campo de la nanogeociencia. Fue miembro electa de la Academia Nacional de Ciencias de Estados Unidos (NAS). Fue miembro de la junta la división de Ciencias y Recursos Terrestres de la NAS desde 1995 hasta 2000. En 2005 fue premiada con la medalla Urey por la European Association of Geochemistry. En 2006 fue premiada con la Harry H. Hess Medal por la American Geophysical Union. Actualmente es la directora de la Unidad de Investigación Organizada de Nanomateriales en Ambiente, Agricultura y Tecnología (NEAT ORU), un programa primario en nanogeociencia. Navrotsky es una profesora distinguida en la Universidad de California en Davis.

## Carrera
Navrotsky se graduó en la Bronx High School of Science en Nueva York. Recibió un Bachelor of Science en 1963, un Master of Science en 1964 y un Philosophiæ doctor en fisicoquímica en 1967 en la Universidad de Chicago, donde estudió bajo la tutela del profesor Ole J. Kleppa. En 1967 fue a Alemania para trabajar en su posdoctorado, pero regresó a Estados Unidos en 1968 y continuó su trabajo de posdoctorado en la Universidad Estatal de Pensilvania. Luego se unió a la facultad de Química de la Universidad Estatal de Arizona durante aproximadamente cinco años consecutivos. En 1985 se cambió al Departamento de Ciencias Geológicas y Geofísicas de la Universidad de Princeton, donde fue presidenta de junta desde 1988 hasta 1991.
En 1997 se cambió a la Universidad de California en Davis, donde se convirtió en profesora interdisciplinaria de Química de Cerámica, Tierra y Materiales Ambientales. En 2001 fue elegida para la presidencia Edward Roessler en Ciencias Matemáticas y Físicas. En 2013 fue elegida como decana interina de Ciencias Matemáticas y Físicas en el Colegio de Letras y Ciencias de la Universidad de California en Davis. Sus especialidades incluyen la química del estado sólido, la cerámica, la fisicoquímica de minerales y la geoquímica.

## Investigaciones relacionadas con la geoquímica
Desde 1997 construyó una instalación de calorimetría de alta temperatura, diseñando y mejorando la instrumentación aun en la actualidad. También introdujo y aplicó el método para medir la energética de los óxidos cristalizados de los vidrios, los amorfos, los materiales nanofaséticos, y los materiales porosos en fases hidratantes, carbonatos, nitruros y oxinitruros.
El calorímetro de Navrotsky también ha sido usado para proveer datos termoquímicos para una variedad de fases relacionadas con la perovskitas, los cuales son consecuentes con la convección y la evolución de escalas planetarias. Una de sus obras[¿cuál?] ha demostrado que muchas fases de la zeolita y de los materiales mesoporosos tienen energías apenas superiores a las de sus polimorfos de estados densos. Esta energía está asociada a la presencia o ausencia de ángulos de enlace tensos, no a la densidad.

## Trabajo con nanomateriales
Sus investigaciones se enfocan principalmente en la estructura y la estabilidad de los nanomateriales tanto naturales como sintéticos, así como a su dependencia hacia la temperatura y la presión. También busca aplicar los materiales en el transporte contaminante geoquímico del aire dado que se relaciona con el cambio climático.